# Irina Chabarova
Irina Sergejevna Chabarova (ryska: Ирина Сергеевна Хабаҏова), född den 18 mars 1966 i Sverdlovsk i Sovjetunionen (nu Jekaterinburg i Ryssland), är en rysk friidrottare som tävlar i kortdistanslöpning.
Chabarova deltog vid Olympiska sommarspelen 2000 där hon blev utslagen i försöken på 200 meter. Vid VM 2001 tog hon sig vidare till semifinalen på 200 meter men väl där fick hon se sig besegrad. Vid EM i München 2002 blev hon utslagen i semifinalen på 200 meter men blev bronsmedaljör i stafetten över 4 x 100 meter. 
Vid Olympiska sommarspelen 2004 deltog hon på 100 meter men tog sig inte vidare från kvartsfinalen. Däremot blev hon tillsammans med Olga Fjodorova, Julija Tabakova och Larisa Kruglova silvermedaljör på 4 x 100 meter efter USA. 
Vid VM i Helsingfors tävlade hon åter på 200 meter men tog sig inte vidare från semifinalen. Vid EM i Göteborg 2006 blev hon som 40-åring bronsmedaljör på 100 meter på tiden 11,22. Hon ingick även tillsammans med Julija Gusjtjina, Natalja Rusakova och Jekaterina Grigorjeva i stafettlaget på 4 x 100 meter som vann guld.
Vid VM 2007 tävlade hon på 100 meter men blev utslagen i kvartsfinalen.

## Personliga rekord
- 100 meter – 11,18
- 200 meter – 22,34